# Oxie Herred
Oxie Herred (før 1658 dansk: Oxie (eller Oksie) herred) var et herred beliggende i Lindholm len og senere Malmøhus len, Skåne.
I den danske tid (før 1658) var Oksie herred et vigtigt herred i Skånelandene. Hovedbyen var købstaden Malmø.
I herredet lå bl.a. godset Månstorp og Skabersjö slot.